# 263-й отдельный пулемётно-артиллерийский батальон
263-й отдельный пулемётно-артиллерийский батальон — формирование (отдельный батальон, воинская часть) РККА ВС СССР, в Великой Отечественной войне.
Сокращённое наименование — 263 опулаб.

## История
Батальон сформирован с началом войны; являлся кадровой воинской частью войск укреплённых районов РККА.
В.ч. в составе действующей армии с 5 июля по 30 сентября 1941 года.
На начало июля 1941 года дислоцировался в Красногвардейске, затем был направлен в Кингисепп в 21-й укреплённый район, 17 июля 1941 года занял позиции на шоссе Кингисепп — Нарва, но уже 20 июля 1941 года был размещён в дотах 21-го укреплённого района.
12 августа 1941 года немецкие войска перерезали шоссейную дорогу Кингисепп — Красногвардейск, и батальон оказался практически в окружении в Дубровинском укреплённому узле 21-го укреплённого района. С 16 августа 1941 года опулаб, находясь в укреплениях, ведёт отчаянные бои, не оставляя свои позиции. 17 августа 1941 года батальон частью оставил позиции, отойдя на промежуточный рубеж к деревне Колматке, но там не сумел закрепитья и отступал далее, к реке Луге. Оставшаяся отрезанной часть опулаб во главе с командиром до 22 августа 1941 года вела бои, находясь в долговременных оборонительных точках (ДОТ), по существу — внутри боевых порядков немецких войск. Остатки воинов через подземный ход смогли добраться до Луги и вплавь переправиться через реку.

Дот-17 остался маленьким островком среди огненного кольца. Гитлеровцы обрушили на него всю мощь пушек и минометов. Дот содрогался, но, по-прежнему сопротивляясь, наносил урон фашистам. — 
Батальон после героических боёв под Кингисеппом, фактически прекратил своё существование как воинская структурная единица, 30 сентября 1941 года официально расформирован.
Командовал батальоном капитан Голышев, Андрей Тимофеевич (Трофимович?), который погиб в ходе переправы через Лугу

### В составе
| Дата       | Фронт (участок) | Армия (район)                 | Корпус                 | Дивизия | Примечания |
| ---------- | --------------- | ----------------------------- | ---------------------- | ------- | ---------- |
| 01.08.1941 | Северный фронт  | —                             | —                      | —       | —          |
| 01.08.1941 | Северный фронт  | Кингисеппский участок обороны | 21-й укреплённый район | —       | —          |
| 01.09.1941 | —               | —                             | —                      | —       | нет данных |